# Neneh MacDouall-Gaye

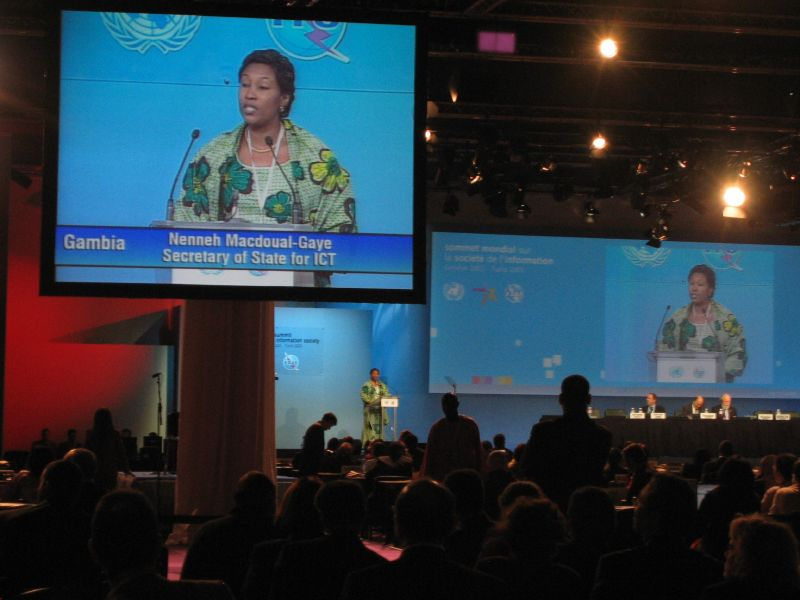
Neneh MacDouall-Gaye auf dem Weltgipfel zur Informationsgesellschaft (2005)

Neneh MacDouall-Gaye (* 8. April 1957 in Bathurst, heute Banjul) ist eine Politikerin des westafrikanischen Staates Gambia.

## Leben
Sie schloss 1974 die St. Joseph’s High School in Banjul ab und startete anschließend ihre Karriere bei Radio Gambia und war ab 1979 dort als Moderatorin und Produzentin tätig. 1980 erwarb sie innerhalb eines Auslandsaufenthaltes in Ägypten beim Radio and Television Training Institute in Maspero-Cairo ein Diplom in Massenkommunikation.
1993 war sie Produzentin und Leiterin der Medienabteilung der Worldview International Foundation in Banjul. Ein weiterer Auslandsaufenthalt 1995 erfolgte in Accra, Ghana beim Television Production, National Film and Television Institute und im selben Jahr bei der Interactive and participatory Programme Production, Worldview International Foundation in Dhaka, Bangladesch. 1996 führte sie der Weg in die Niederlande in das Television Production, Radio Netherlands Training Centre (RNTC).
Bei den Gambia Radio & Television Services (GRTS), die inzwischen aus Radio Gambia entstanden waren, wurde sie im Jahr 1996 Produktionsleiterin für die Bereiche Dokumentationen, Dramen und Jugend und 2001 wurde sie Programmleiterin für den Fernsehbereich. Zuvor war sie 1997 für eine Schulung in Projekt-Organisation und Selbstmanagement für Fernsehproduzenten bei der Deutschen Welle in Berlin. Stellvertretende Generaldirektorin des Senders wurde sie 2002.
Neneh MacDouall-Gaye wurde am 29. März 2005 ins Kabinett von Staatspräsident Jammeh berufen und nahm das Ressort für Handel, Industrie und Arbeit (Secretary of State, Department of State for Trade, Industry and Employment) an. Sie wechselte im Oktober desselben Jahres das Ressort und war Ministerin für Telekommunikation, Information und Technologie (Secretary of State, Communication, Information & Technology).
Am 19. März 2008 gab sie ihr Amt an Fatim M. Badjie ab und sollte Botschafterin bei den Vereinten Nationen werden. Stattdessen wurde sie jedoch im Juni 2008 zur Geschäftsführerin der Zeitschrift The Daily Observer bestellt. Im Januar 2009 berief Jammeh sie zur Botschafterin Gambias in den USA. Am 20. Mai 2009 überreichte sie Präsident Barack Obama ihr Akkreditierungsschreiben. Bereits im August 2009 wurde sie jedoch wieder abberufen.
Am 5. Januar 2015 ernannte Präsident Jammeh sie als Nachfolgerin von Bala Garba-Jahumpa zur Außenministerin. Nach dem Sieg Adama Barrows bei der Präsidentschaftswahl 2016 trat sie im Januar 2017 vom Amt der Außenministerin zurück. Ihr Nachfolger im Kabinett Barrows war Ousainou Darboe.
Sie war später Vorsitzende des Board of Directors der GRTS. 2024 wurde sie von der Regierung Barrows als Vorsitzender der Access to Information Commission nominiert und nach der Wahl durch das Parlament im September 2024 ernannt. Die Kommission hat die Aufgabe, die Durchführung des Gesetzes über den Zugang zu Informationen (Access to Information Act 2021) zu überwachen.

## Familie
Neneh MacDouall-Gaye ist verheiratet.

## Auszeichnungen und Ehrungen
- 2016 – July 22nd Revolution Award[9]